# 320
320 (CCCXX) fue un año bisiesto comenzado en viernes del calendario juliano, en vigor en aquella fecha.
En el Imperio romano, el año fue nombrado como el del consulado de Constantino y Constantino, o menos comúnmente, como el 1073 Ab Urbe condita, adquiriendo su denominación como 320 a principios de la Edad Media, al establecerse el anno Domini.

## Acontecimientos
- 2 de agosto:[1] En la ciudad de Yaxchilán, a orillas del río Usumacinta (actual frontera entre México y Guatemala) en la península de Yucatán, se convierte en rey el maya Yat-Balam, quien será fundador de una larga dinastía.

- Se declara el 25 de diciembre como fecha de nacimiento de Jesucristo.
- En la frontera del río Rin, bajo Crispo (hijo de Constantino el Grande), los romanos derrotan a los francos otra vez, produciendo 20 años de paz.
- En el norte de la India, Chandragupta I funda el Imperio gupta. Chandragupta II y su hijo Samudragupta, reunifica la India septentrional, inaugurando un periodo de gran esplendor cultural.[2]
- En Persia aparecen por primera vez los hunos.
- Los mayas descienden del Petén y se establecen en el norte, en Bacalar (Península de Yucatán).

## Nacimientos
- Constante (Flavius Julius Constans), emperador romano de 337 hasta 350.
- Flaviano I, Patriarca de Antioquía.

## Fallecimientos
- Lactancio, autor cristiano temprano.
- Santa Hieria, santa cristiana iraquí.